# Eulychnia ritteri
Eulychnia ritteri ist eine Pflanzenart in der Gattung Eulychnia aus der Familie der Kakteengewächse (Cactaceae). Das Artepitheton ritteri ehrt den deutschen Kakteenspezialisten Friedrich Ritter.

## Beschreibung
Eulychnia ritteri wächst baumförmig bis strauchig, verzweigt reich von der Basis aus und erreicht Wuchshöhen von bis zu 3 Metern. Die grünen Triebe weisen Durchmesser von 6 bis 8 Zentimetern auf. Die eng beieinander stehenden und fast zusammenfließenden, breiten Areolen sind mit langen Büscheln aus weißer Wolle besetzt. Die aus ihnen entspringenden Dornen sind braun bis schwarz. Die 1 bis 4 kräftigen, abwärts gerichteten Mitteldornen sind 3 bis 6 Zentimeter, die bis zu 12 dünnen Randdornen 1 bis 2 Zentimeter lang.
Die weißen bis etwas rosafarbenen Blüten sind 6 bis 7,5 Zentimeter lang und erreichen Durchmesser von bis zu 1,5 Zentimetern. Ihr Perikarpell und die Blütenröhre sind mit weißer Wolle und grünen Schuppen bedeckt. Die kugelförmigen, grünlich orangen Früchte haben Durchmesser von bis zu 3 Zentimetern.

## Verbreitung und Systematik
Eulychnia ritteri ist in der peruanischen Region Arequipa bei Chala entlang der Küste verbreitet.
Die Erstbeschreibung erfolgte 1958 durch Willy Cullmann. Nomenklatorische Synonyme sind Eulychnia breviflora subsp. ritteri (Cullmann) D.R.Hunt (2002) und Eulychnia iquiquensis subsp. ritteri (Cullmann) D.R.Hunt (2005).

## Nachweise